# Hesperonoe complanata
Hesperonoe complanata är en ringmaskart som först beskrevs av Herbert Parlin Johnson 1901.  Hesperonoe complanata ingår i släktet Hesperonoe och familjen Polynoidae. Inga underarter finns listade i Catalogue of Life.